# Šachtarsk
Šachtarsk (ukrajinsky Шахтарськ; rusky Шахтёрск – Šachťorsk) je hornické a průmyslové město v Doněcké oblasti na Ukrajině. Leží v Donbasu zhruba 20 kilometrů západně od Torezu a padesát kilometrů východně od Doněcka, hlavního města oblasti. V roce 2013 v něm žilo bezmála padesát tisíc obyvatel.